# Parafia Matki Bożej Różańcowej w Białymstoku
Parafia pw. Matki Bożej Różańcowej w Białymstoku – rzymskokatolicka parafia należąca do dekanatu Białystok - Starosielce, archidiecezji białostockiej, metropolii białostockiej. 

## Historia
Parafia pw. Matki Bożej Różańcowej  została  wydzielona z parafii pw. św. Rocha w dniu 19 marca 2008 r. na podstawie kanonu 515 § 2  Kodeksu Prawa Kanonicznego  przez ordynariusza Archidiecezji białostockiej ks. abp Edwarda Ozorowskiego.  Dekret erygujący parafię wszedł w życie 30 marca  w drugą niedzielę Wielkanocną  czyli Miłosierdzia Bożego 2008 r. 
Pierwsza Eucharystia w nowo powstałej parafii odbyła się w klubie Jubilat przy ul. Głowackiego 14 w dniu 22 maja 2008 r.

## Kościół parafialny
Do czasu wybudowania kościoła parafialnego parafia korzysta z kaplicy parafii pw. św Floriana oraz kościoła św. Rocha.

### Proboszczowie
Od chwili powołania parafii jako jej administrator pracuje;
- ks. Tomasz Zubrycki, s. Franciszka - (2008)